# Руг, Джонни
Натан (Джонни) Руг (нидерл. Nathan "Johnny" Roeg; 6 января 1910, Амстердам — 21 октября 2003, там же) — нидерландский футболист, выступал на позиции левого крайнего нападающего.

## Ранние годы
Родился 6 января 1910 года в Амстердаме под именем Натан Руг и был старшим ребёнком в семье евреев Мейера Руга и его жены Мирьям Валвис. Их младшим сыном был Джозеф, родившийся в марте 1912 года. Семья Ругов жила на улице Валкенбюргерстрат, их дом под номером 8 располагался в середине еврейского квартала.

## Спортивная карьера
Карьеру футболиста начинал в команде ДЕК, играл за сборную Амстердама. С 1934 года стал выступать за другой амстердамский клуб — «Аякс». В дебютном матче, состоявшемся 21 октября, Руг забил три гола в ворота ХФК. В марте 1935 года он был вызван в сборную Нидерландов на товарищеский матч с валлийским клубом «Кардифф Сити» и даже принял участие в той встрече, но по оценкам прессы был самым слабым во всей команде.
В первом сезоне в составе «красно-белых» Джонни забил 11 голов в 17 матчах чемпионата Нидерландов, став вторым бомбардиром команды после Пита ван Ренена. В общей сложности за три сезона Руг провёл за клуб 26 матчей и забил 16 голов в первенстве страны. «Я был разумным левым крайним. Иногда я играл хорошо, иногда плохо», сказал Джонни в интервью 4 октября 2003 года. В последний раз за «Аякс» в чемпионате он сыграл 20 декабря 1936 года в матче с ДФК.

## Личная жизнь
Руг женился в возрасте 25 лет — его избранницей стала Клара Франкфорт. Их брак был зарегистрирован 23 сентября 1935 года в Амстердаме. Во время Второй мировой войны, в отличие от полузащитника Эдди Хамела, Ругу удалось избежать концлагерей. Его младший брат Джозеф вместе с женой были убиты в Освенциме в конце 1942 года, а их родители погибли в Собиборе в июне 1943 года.
На протяжении всей жизни Джонни был предан «Аяксу», а за несколько недель до смерти, 4 октября 2003 года Руг получил золотые часы в честь 70-летнего членства в клубе. 21 октября 2003 года Джонни Руг скончался от пневмонии в возрасте 93 лет.